# Sjirokaja Retsjka
Sjirokaja Retsjka (Russisch: Широкая Речка, "brede stroom") is een nederzetting met stedelijk karakter in het district Verch-Isetski van het Russische stedelijke district Jekaterinenburg.
In de plaats woonde tot 2004 een groep Tadzjieken, maar na protesten onder de lokale bevolking, met name de lokale organisatie "Stad Zonder Drugs (Город без наркотиков), als zouden zij betrokken zijn bij massale drugshandel en mishandeling, diefstal en moorden op lokale inwoners, vluchtten zij massaal uit de plaats.